# Júcar

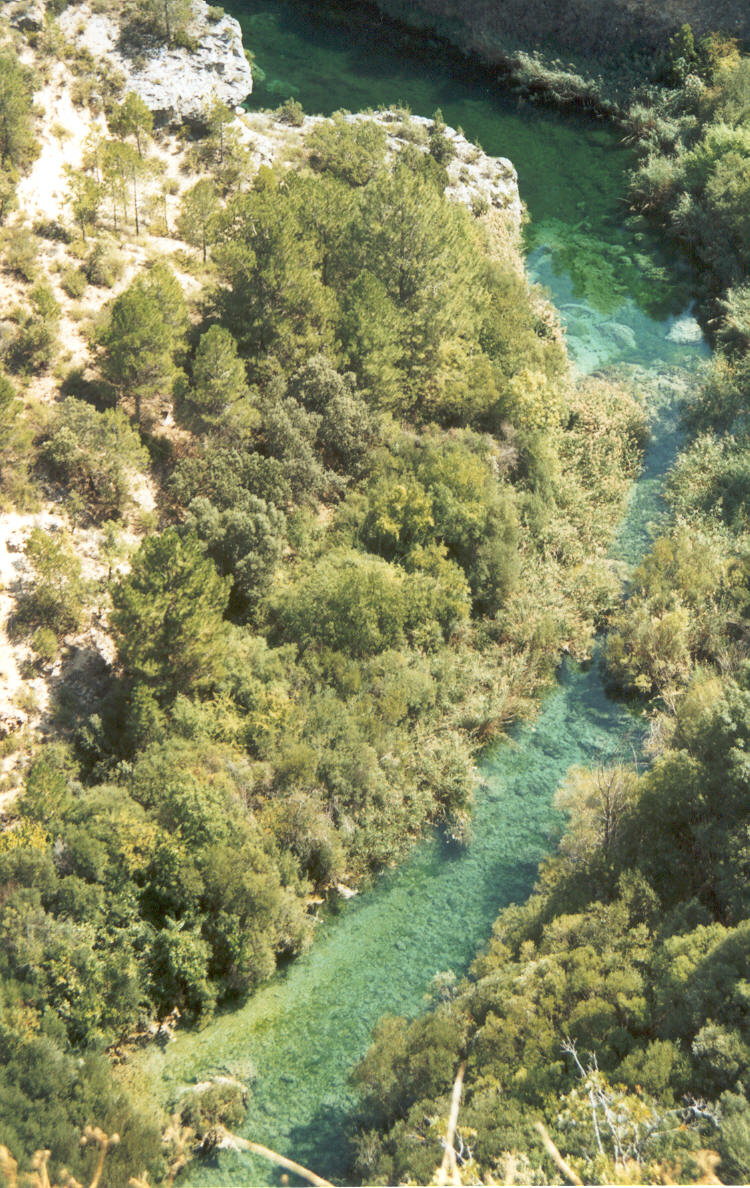
Fiume Júcar dal Ventano del Diablo (provincia di Cuenca)

Lo Júcar (in catalano: Xúquer; in aragonese: Xúcar) è un fiume spagnolo che scorre nella Penisola Iberica orientale.
Ha una lunghezza di 497,5 km, attraversa le province di Cuenca, Albacete e Valencia, sbocca nel mar Mediterraneo nel Golfo di Valencia. Nasce a 1.700 metri sopra il livello del mare, nella parte meridionale di San Felipe. Si può dire che le principali catene montuose delle zone vicine tra Cuenca e Teruel, in special modo i "monti Universali", costituiscano uno spartiacque tra i fiumi del versante atlantico e quelli che scorrono fino al Mar Mediterraneo, includendo il corso del fiume Ebro.